# Емпайр (Мічиган)
Емпайр (англ. Empire) — селище (англ. village) в США, в окрузі Лілано штату Мічиган. Населення — 362 особи (2020).

## Географія
Емпайр розташований за координатами 44°48′44″ пн. ш. 86°3′33″ зх. д. / 44.81222° пн. ш. 86.05917° зх. д. (44.812167, -86.059253).  За даними Бюро перепису населення США в 2010 році селище мало площу 3,21 км², з яких 2,97 км² — суходіл та 0,24 км² — водойми. В 2017 році площа становила 2,90 км², з яких 2,66 км² — суходіл та 0,24 км² — водойми.

## Демографія
Згідно з переписом 2010 року, у селищі мешкало 375 осіб у 211 домогосподарстві у складі 103 родин. Густота населення становила 117 осіб/км².  Було 347 помешкань (108/км²).
Расовий склад населення:
| - 99,2 % — білих - 0,8 % — корінних американців |

До двох чи більше рас належало 0,0 %. Частка іспаномовних становила 0,8 % від усіх жителів.
За віковим діапазоном населення розподілялося таким чином: 13,3 % — особи молодші 18 років, 57,1 % — особи у віці 18—64 років, 29,6 % — особи у віці 65 років та старші. Медіана віку мешканця становила 56,8 року. На 100 осіб жіночої статі у селищі припадало 83,8 чоловіків;  на 100 жінок у віці від 18 років та старших — 80,6 чоловіків також старших 18 років.
Середній дохід на одне домашнє господарство  становив 62 443 долари США (медіана — 49 875), а середній дохід на одну сім'ю — 85 261 долар (медіана — 88 929). За межею бідності перебувало 11,2 % осіб, у тому числі 9,4 % дітей у віці до 18 років та 6,1 % осіб у віці 65 років та старших.
Цивільне працевлаштоване населення становило 157 осіб. Основні галузі зайнятості: освіта, охорона здоров'я та соціальна допомога — 28,7 %, мистецтво, розваги та відпочинок — 10,8 %, фінанси, страхування та нерухомість — 10,2 %.